# Send My Love (To Your New Lover)
«Send My Love (To Your New Lover)» (с англ. — «Передай привет (своей новой возлюбленной)») — песня британской певицы и автора песен Адели с третьего студийного альбома 25. Написанная Аделью и шведскими соавторами, Максом Мартином и Шеллбеком, так же являющимися продюсерами трека, песня была выпущена как второй альбомный трек лейблом XL Recordings. Записанную в жанре поп, песню, сама певица характеризует её как «он ушел счастливым». 25 марта 2016 года, на концерте в Глазго, Адель объявила, что трек будет выпущен в качестве третьего сингла в поддержку альбома 25.
16 мая 2016 года сингл был выпущен отдельно от альбома в iTunes Store. Журналисты USA Today включили «Send My Love (To Your New Lover)» в список 50 лучших песен 2015 года, назвав эту песню одной из лучших в карьере певицы. Песня достигла 5-й позиции в чарте UK Singles Chart и позиции № 9 в Billboard Hot 100 и № 1 в Adult Pop Songs. Он также занял высокие позиции в хит-парадах таких стран, как Австралия, Австрия, Канада, Финляндия, Франция, Германия, Шотландия и Испания.

## История
Песня «Send My Love (To Your New Lover)» написана в ключе ре мажор с темпом 82 ударов в минуту. Аккорды чередуются между Ре мажор и Си минор. Вокал Адель в песне охватывает несколько октав от Ля3 до Ре5.
Песня получила положительную оценку музыкальных критиков и интернет-изданий, например, таких как BBC News, The National, The Hindu, Los Angeles Times, Complex, Bustle, Forbes, Vanity Fair.
Патрик Риан и Мэв МакДермот из USA Today включили «Send My Love (To Your New Lover)» в их список 50 лучших песен 2015 года. МакДермот назвал эту песню одной из лучших в карьере певицы и сравнил с работами Элизабет Фрейзер (вокалистки из группы Cocteau Twins).
Песня 12 декабря 2015 года дебютировала в США на позиции № 79. После выхода видеоклипа песня повторно вошла в чарт и сразу на позицию № 26 в неделю с 11 июня 2016, с тиражом 55,000 копий в эту неделю, став 9-м синглом, попавшим в top 40 чарта Billboard Hot 100; одновременно повторно вошла в цифровой чарт на № 13 в Digital Songs. 30 июля 2016 года песня достигла позиции №  10 в Billboard Hot 100, став для Адели её 6-м хитом в top-10 (и вторым с альбома 25 после "Hello"). Позднее достигла позиции № 21 в Adult Top 40 и № 29 Adult Contemporary
В августе сингл возглавил радио-поп хитпарад Adult Pop Songs, став пятым в нём для певицы чарттоппером после «Rolling in the Deep» (13 недель на № 1), «Someone Like You" (9) и «Set Fire to the Rain» (4), все с альбома 21 в 2011-12 годах, а также «Hello» (7 недель 5 декабря 2015). (Между «Hello» и «Send» в чарте в марте на № 3 был второй с альбома 25 сингл «When We Were Young»). Вместе с группой Nickelback Адель делит пятое место по числу хитов на первом месте в чарте Adult Pop Songs за всю его 20-летнюю историю, уступая только исполнителям Maroon 5 (11), Katy Perry (8), P!nk (8) и Taylor Swift (6).
В ноябре сингл возглавил радио-чарт Adult Contemporary, став пятым в нём для певицы чарттоппером после «Rolling in the Deep» (19 недель на № 1), «Someone Like You» (5) и «Set Fire to the Rain» (11), все с альбома 21 в 2011-12 годах, а также «Hello» (21 недель 28 ноября 2015). В этом чарте в 2010-х годах было 5 чарттопперов у Taylor Swift и по 3 у Michael Buble и P!nk. По числу недель там лидируют на вершине его: Celine Dion (87 недель № 1), Adele (57), Elton John (49), Lionel Richie (47), Phil Collins (43) и Faith Hill (43). В итоге «Send My Love» все три чарта AC вслед за Adult Pop Songs и Pop Songs. Ранее Адель возглавляла все три поп-ориентированных радио-чарта с синглом «Hello». Последним альбомом, который имел не менее двух синглов во главе этих трёх чартов был альбом Тейлор Свифт 1989, чьи первые три хита, «Shake It Off», «Blank Space» и «Style», все были на позиции № 1 в чартах Pop Songs, Adult Pop Songs и AC.

## Музыкальное видео
Видеоклип для этой песни был снят в Лондоне американским режиссёром Патриком Дотерсом, а его релиз состоялся 22 мая во время церемонии Billboard Music Awards (2016).

## Участники записи
Источник информации:
Место записи
- Запись проводилась в студии MXM Studios, Стокгольм, Швеция и в студии Eastcote Studios, Лондон, Великобритания
- Микширование проводилось в студии MixStar Studio, Virginia Beach, VI

Персональный состав
- Адель — автор, вокал
- Макс Мартин — продюсер, бэк-вокал, автор
- Шеллбек — продюсер, автор, программинг, перкуссия
- Майкл Илберт — звукоинженер
- Сербан Генеа — звукоинженер
- Джон Хейнс — звукоинженер по сведению

## Чарты
| Чарт (2015—17)                             | Высшая позиция |
| ------------------------------------------ | -------------- |
| Аргентина (Monitor Latino)                 | 5              |
| Австралия (ARIA)                           | 13             |
| Австрия (Ö3 Austria Top 40)                | 14             |
| Бельгия/Фландрия (Ultratop 50)             | 4              |
| Бельгия/Валлония (Ultratop 50)             | 3              |
| Бразилия (Billboard Brasil Hot 100)        | 7              |
| Канада (Billboard Canadian Hot 100)        | 10             |
| Канада (Billboard AC)                      | 1              |
| Канада (Billboard CHR/Top 40)              | 4              |
| Канада (Billboard Hot AC)                  | 2              |
| Чехия (Rádio — Top 100)                    | 7              |
| Чехия (Singles Digitál Top 100)            | 16             |
| Европа (Billboard)                         | 4              |
| Финляндия (Latauslista Download)           | 14             |
| Франция (SNEP)                             | 45             |
| Германия (GfK)                             | 31             |
| Греция (Billboard)                         | 9              |
| Гватемала (Monitor Latino)                 | 7              |
| Венгрия (Rádiós Top 40)                    | 2              |
| Венгрия (Single Top 40)                    | 14             |
| Исландия (RÚV)                             | 1              |
| Ирландия (IRMA)                            | 7              |
| Израиль (Media Forest)                     | 2              |
| Италия (FIMI)                              | 40             |
| Мексика (Mexico Airplay, Billboard)        | 15             |
| Нидерланды (Dutch Top 40)                  | 13             |
| Нидерланды (Single Top 100)                | 32             |
| Новая Зеландия (Recorded Music NZ)         | 4              |
| Польша (Polish Airplay Top 100)            | 2              |
| Португалия (AFP)                           | 34             |
| Румыния (Media Forest)                     | 7              |
| Шотландия (OCC Scotland)                   | 4              |
| Словакия (Rádio — Top 100)                 | 15             |
| Словакия (Singles Digitál Top 100)         | 19             |
| Словения (SloTop50)                        | 5              |
| ЮАР (EMA)                                  | 3              |
| Республика Корея (Gaon)                    | 23             |
| Испания (PROMUSICAE)                       | 45             |
| Швеция (Sverigetopplistan)                 | 28             |
| Швейцария (Schweizer Hitparade)            | 18             |
| Великобритания (OCC UK Singles)            | 5              |
| Великобритания (OCC UK Indie)              | 1              |
| США (Billboard Hot 100)                    | 8              |
| США (Billboard Adult Contemporary)         | 1              |
| США (Billboard Adult Pop Airplay)          | 1              |
| США (Billboard Dance Club Songs)           | 43             |
| США (Billboard Pop Airplay)                | 1              |
| США (Billboard Rock & Alternative Airplay) | 34             |
| Венесуэла (Record Report)                  | 6              |

## Сертификации
| Регион | Сертификация  | Продажи   |
| --- | ------------- | --------- |
| Австралия (ARIA) | Платиновый    | 70 000    |
| Бельгия (BEA) | Платиновый    | 20 000    |
| Канада (Music Canada) | 5× Платиновый | 400 000   |
| Дания (IFPI Danmark) | Платиновый    | 90 000    |
| Франция (SNEP) | Золотой       | 100 000   |
| Италия (FIMI) | Платиновый    | 50 000    |
| Мексика (AMPROFON) | 3× Платиновый | 180 000   |
| Новая Зеландия (RMNZ) | Платиновый    | 30 000    |
| Норвегия (IFPI Norway) | Платиновый    | 60 000    |
| Великобритания (BPI) | 2× Платиновый | 1 200 000 |
| США (RIAA) | Платиновый    | 1 000 000 |
| * Данные о продажах приведены только на основе сертификации. · Данные о продажах + прослушиваниях приведены только на основе сертификации. |               |           |

## История релиза
| Регион | Дата        | Формат               | Лейбл    |
| ------ | ----------- | -------------------- | -------- |
| Земля  | 16 мая 2016 | Цифровая дистрибуция | XL       |
| США    | 17 мая 2016 | Mainstream radio     | Columbia |